# Соль-Илецкий муниципальный округ
Соль-Илецкий муниципальный округ — муниципальное образование Оренбургской области России.
Административный центр — город Соль-Илецк.
С точки зрения административно-территориального устройства расположен на территории Соль-Илецкого района и города Соль-Илецка.

## История
9 марта 2005 года в соответствии с Законом Оренбургской области № 1913/350-III-ОЗ в составе муниципального образования Соль-Илецкий район образованы 1 городское и 21 сельское поселение (сельсовет).
1 января 2016 года в соответствии с Законом Оренбургской области от 6 марта 2015 года № 3028/833-V-ОЗ муниципальное образование Соль-Илецкий район и входящие в него городское и сельские поселения преобразованы путём объединения в муниципальное образование Соль-Илецкий городской округ.

## Население
Муниципальный район и городской округ
| 2009    | 2010    | 2012    | 2013    | 2014    | 2015    | 2016    | 2017    | 2018    |
| ------- | ------- | ------- | ------- | ------- | ------- | ------- | ------- | ------- |
| 56 583  | ↘53 801 | ↘52 859 | ↘52 417 | ↘52 128 | ↘51 975 | ↘51 795 | ↘51 526 | ↘51 290 |
| 2019    | 2020    | 2021    |         |         |         |         |         |         |
| ↘50 963 | ↘50 474 | ↘46 678 |         |         |         |         |         |         |

Национальный состав (с городом Соль-Илецк)
| Народ                          | Численность чел.(%) |
| ------------------------------ | ------------------- |
| русские                        | 29 604 (56, 39 %)   |
| казахи                         | 13 618 (25, 94 %)   |
| татары                         | 4 780 (9, 10 %)     |
| украинцы                       | 1 727 (3, 28 %)     |
| немцы                          | 700 (1, 33 %)       |
| прочие                         | 2 066 (3, 93 %)     |
| всего указавших национальность | 52 495 (100, 00 %)  |

## Населённые пункты
В состав городского округа входят 59 населённых пунктов, в том числе 1 город и 58 сельских населённых пунктов:
| №  | Населённый пункт | Тип          | Население | Сельсовет                  |
| -- | ---------------- | ------------ | --------- | -------------------------- |
| 1  | Соль-Илецк       | город        | ↘26 149   | город Соль-Илецк           |
| 2  | 23 км            | разъезд      | 25        | Боевогорский сельсовет     |
| 3  | 24 км            | разъезд      | 14        | Саратовский сельсовет      |
| 4  | 25 км            | разъезд      | 46        | Угольный сельсовет         |
| 5  | 26 км            | разъезд      | 4         | Григорьевский сельсовет    |
| 6  | 27 км            | разъезд      | 0         | Григорьевский сельсовет    |
| 7  | Ащебутак         | село         | 700       | Красномаякский сельсовет   |
| 8  | Базырово         | разъезд      | 0         | Буранный сельсовет         |
| 9  | Беляевка         | село         | 180       | Михайловский сельсовет     |
| 10 | Боевая Гора      | село         | 653       | Боевогорский сельсовет     |
| 11 | Буранное         | село         | 1418      | Буранный сельсовет         |
| 12 | Ветлянка         | село         | ↗979      | Ветлянский сельсовет       |
| 13 | Возрождение      | деревня      | 207       | Григорьевский сельсовет    |
| 14 | Григорьевка      | село         | 1536      | Григорьевский сельсовет    |
| 15 | Денной           | разъезд      | 4         | Саратовский сельсовет      |
| 16 | Дивнополье       | посёлок      | 742       | Цвиллингский сельсовет     |
| 17 | Дом Инвалидов    | посёлок      | 573       | Пригородный сельсовет      |
| 18 | Дружба           | село         | 710       | Дружбинский сельсовет      |
| 19 | Егинсай          | село         | 300       | Первомайский сельсовет     |
| 20 | Елшанка          | село         | 526       | Красномаякский сельсовет   |
| 21 | Запальное        | хутор        | 4         | Буранный сельсовет         |
| 22 | Землянский       | посёлок      | 109       | Цвиллингский сельсовет     |
| 23 | Ивановка         | село         | 48        | Троицкий сельсовет         |
| 24 | Изобильное       | село         | 1283      | Изобильный сельсовет       |
| 25 | Илецк Второй     | ж.д. станция | 106       | Саратовский сельсовет      |
| 26 | Каблово          | хутор        | 37        | Линёвский сельсовет        |
| 27 | Казанка          | посёлок      | 356       | Григорьевский сельсовет    |
| 28 | Кирпичный Завод  | посёлок      | 543       | Саратовский сельсовет      |
| 29 | Корольки         | хутор        | 7         | Боевогорский сельсовет     |
| 30 | Крутые Горки     | посёлок      | 25        | Новоилецкий сельсовет      |
| 31 | Кумакское        | село         | ↗968      | Кумакский сельсовет        |
| 32 | Линёвка          | село         | 1307      | Линёвский сельсовет        |
| 33 | Малопрудное      | посёлок      | 457       | Красномаякский сельсовет   |
| 34 | Маякское         | посёлок      | 1032      | Красномаякский сельсовет   |
| 35 | Маячная          | ж.д. станция | 432       | Боевогорский сельсовет     |
| 36 | Мещеряковка      | село         | 352       | Перовский сельсовет        |
| 37 | Михайловка       | село         | 498       | Михайловский сельсовет     |
| 38 | Новоилецк        | село         | 862       | Новоилецкий сельсовет      |
| 39 | Первомайское     | село         | 917       | Первомайский сельсовет     |
| 40 | Перовка          | село         | 450       | Перовский сельсовет        |
| 41 | Покровка         | село         | ↘697      | Покровский сельсовет       |
| 42 | Ракитное         | посёлок      | 14        | Красномаякский сельсовет   |
| 43 | Розенберг        | разъезд      | 0         | Дружбинский сельсовет      |
| 44 | Роте Фане        | хутор        | 60        | Боевогорский сельсовет     |
| 45 | Саратовка        | село         | 1078      | Саратовский сельсовет      |
| 46 | Смирновка        | село         | 187       | Михайловский сельсовет     |
| 47 | Сухоречка        | село         | 85        | Угольный сельсовет         |
| 48 | Талды-Кудук      | аул          | 46        | Первомайский сельсовет     |
| 49 | Тамар-Уткуль     | село         | ↗957      | Тамар-Уткульский сельсовет |
| 50 | Тираж            | разъезд      | 0         | Новоилецкий сельсовет      |
| 51 | Троицк           | село         | 256       | Троицкий сельсовет         |
| 52 | Трудовое         | село         | ↗795      | Трудовой сельсовет         |
| 53 | Угольное         | село         | 807       | Угольный сельсовет         |
| 54 | Уютный           | разъезд      | 66        | Линёвский сельсовет        |
| 55 | Цвиллинга        | ж.д. станция | 278       | Изобильный сельсовет       |
| 56 | Чашкан           | ж.д. станция | 168       | Григорьевский сельсовет    |
| 57 | Чашкан           | посёлок      | 633       | Григорьевский сельсовет    |
| 58 | Чкаловский       | хутор        | 44        | Боевогорский сельсовет     |
| 59 | Шахтный          | посёлок      | 771       | Пригородный сельсовет      |